# Arbtschugge
Arbtschugge är en bergstopp i Schweiz. Den ligger i distriktet Raron och kantonen Valais, i den södra delen av landet, 70 km söder om huvudstaden Bern. Toppen på Arbtschugge är 2 405 meter över havet.